# Darknessence
Darknessence – debiutancki minialbum polskiej grupy muzycznej Deus Mortem. Wydawnictwo ukazało się 9 grudnia 2011 nakładem wytwórni muzycznej Witching Hour Productions. Nagrania zostały zarejestrowane pomiędzy marcem a listopadem 2010 we współpracy z producentem muzycznym Arkadiuszem „Maltą” Malczewskim. Okładkę i oprawę graficzną wydawnictwa przygotował Ihasan.

## Lista utworów
Opracowano na podstawie materiału źródłowego.
1. „Receiving the Impurity of Jeh” – 04:21
2. „The Knell” (cover Sigh) – 03:51

## Twórcy
Opracowano na podstawie materiału źródłowego.
- Marek „Necrosodom” Lechowski – wokal prowadzący, gitara rytmiczna, gitara prowadząca, gitara basowa
- Zbigniew „Inferno” Promiński – perkusja
- Arkadiusz „Malta” Malczewski – inżynieria dźwięku, miksowanie, mastering
- Ihasan – okładka, oprawa graficzna